# Gouvernement des Canaries
Le Gouvernement des Canaries (en espagnol : Gobierno de Canarias) est l'institution politique exerçant le pouvoir exécutif et réglementaire dans les Canaries, en Espagne.
Dirigé par le président de la communauté autonome et composée de conseillers (consejeros), ses attributions sont régies par le statut d'autonomie et la loi relative au gouvernement. Il siège alternativement à Las Palmas de Grande Canarie et Santa Cruz de Tenerife.

## Composition
Le Gouvernement des Canaries se compose du président, du vice-président et de conseillers, dont le rôle équivaut à celui des ministres.

### Nomination
Le vice-président et les conseillers sont nommés par décret du président.
Le vice-président doit obligatoirement être député au Parlement des Canaries. Il peut se voir confier la direction d'un département exécutif (consejería). Les conseillers sont, en principe, placés à la tête d'un département, à moins que le président ne leur confie des responsabilités particulières.
Tous entrent en fonction dans les cinq jours calendaires suivant la publication de leur décret de nomination. À cette occasion, ils doivent s'engager à respecter la Constitution, le statut d'autonomie et les lois, et de remplir loyalement les obligations propres à leurs fonctions.

### Fin des fonctions
Le mandat du gouvernement prend fin lors de la tenue des élections au Parlement des Canaries, et en cas de perte de la confiance du Parlement, démission, décès, incapacité permanente, condamnation définitive interdisant d'exercer ses fonctions, ou perte du mandat de député du président. Le gouvernement sortant assume la gestion des affaires courantes jusqu'à l'entrée en fonction du nouvel exécutif, qui doit intervenir dans les quinze jours qui suivent la nomination du président.
Le vice-président et les conseillers peuvent être relevés de leurs fonctions sur décision du président, en cas de démission, de décès, de condamnation définitive interdisant l'exercice de leurs fonctions, de placement sous un régime de protection ou de violation des règles relative aux incompatibilités et conflits d'intérêts, ainsi que la perte du mandat de parlementaire des Canaries pour le vice-président uniquement.

## Attributions
Les attributions du Gouvernement concernent à la fois des aspects de direction politique, de relations avec le Parlement, d'exercice de la puissance normative, de relations avec le Tribunal constitutionnel, budgétaires, exécutives et administratives. Ainsi, le Gouvernement des Canaries : 
- met en œuvre son programme ;
- planifie et met en œuvre la politique générale de la communauté autonome, et planifie et coordonne la politique économique ;
- crée et détermine la composition et les missions de ses commissions déléguées ;
- coordonne l'activité des cabildos et municipalités pour les aspects qui affectent directement l'intérêt général de la communauté autonome ;
- approuve les plans et programmes contraignants pour l'administration autonomique et ses organismes et entités publics ;
- approuve les instructions données aux représentants de l'administration autonomique et ses organismes et entités publivs dans les organes de direction des sociétés commerciales et fondations publiques ;
- approuve les lignes directrices ou stratégies d'action de l'administration autonomique et ses entités ;
- présente les projets de loi au Parlement, et les retire le cas échéant ;
- exprimer son opinion sur la prise en considération de toute proposition de loi, et autoriser ou non l'examen de toute proposition ou tout amendement qui cause une hausse des dépenses ou une baisse des recettes ;
- sollicite la convocation d'une session extraordinaire ;
- approuve et remet au Parlement les projets de conventions avec d'autres communautés autonomes pour la gestion ou la prestation de services propres relevant de sa compétence exclusive, s'ils ont une incidence législative, ainsi que les projets d'accord de coopération avec d'autres communautés autonomes ;
- remet au Parlement des communications pour qu'elles soient débattues ;
- sollicite l'avis du Parlement sur des plans et/ou programmes ;
- approuve les projets de loi ;
- rédige les décrets-lois ;
- rédige les décrets législatifs ;
- exerce le pouvoir réglementaire ;
- autorise les recours en inconstitutionnalité devant le Tribunal constitutionnel ;
- autorise la participation aux conflits devant le Tribunal constitutionnel qui concernant la défense de l'autonomie locale ou les questions d'inconstitutionnalité ;
- élève devant le Tribunal constitutionnel les conflits de compétences ;
- adopte les dispositions nécessaires pour négocier autour des désaccords relatifs à des dispositions ayant rang de loi ;
- approuve le projet de loi finances et le remet au Parlement ;
- approuve les projets de loi autorisant un accroissement des dépenses et les remet au Parlement ;
- autorise ou approuve les modifications budgétaires ;
- approuve la structure administrative, la réglementation administrative et les sièges de ses départements (consejerías) ;
- exerce le commandement du corps général de la Police canarienne ;
- adopte les dispositions et mesures nécessaires pour l'exécution des traités et conventions internationaux ;
- approuve les rapports prévus par les décrets d'État application des lois constituant le régime économique et fiscal (REF), et donne son avis, quand le Parlement le requiert, sur les dispositions législatives d'État touchant au REF et soumises à l'opinion du Parlement ;
- participe au processus de modification du régime économique et fiscal ;
- nomme et relève de leurs fonctions les hauts responsables de l'administration autonomique ;
- nomme et relève de leurs fonctions les représentants du Gouvernement et de l'administration autonomique dans les organismes nationaux, supranationaux et internationaux ;
- propose au Gouvernement de l'État les personnes qui doivent faire partie des organes de directions des sociétés commerciales d'État implantées aux Canaries ;
- autorise le passage ou la signature des actes, contrats et conventions.

## Fonctionnement
Le Gouvernement des Canaries se réunit en conseil de gouvernement ou en commissions déléguées.
Le conseil de gouvernement se réunit à intervalle régulier, sur convocation préalable du président, qui accompagnera sa convocation d'un ordre du jour. Pour des motifs d'urgence décidés par le président, la réunion pourra se tenir sans ordre du jour. Le conseil de gouvernement pourra également se réunir sans convocation ni ordre du jour, si tous ses membres sont présents et que le président en décide ainsi. En cas de réunion ordinaire, le quorum est atteint en présence du président — ou celui qui le supplée — et de la moitié des conseillers.
Sur invitation du président, des hauts responsables de l'administration autonomique ou de ses entités peuvent assister aux réunions du conseil du gouvernement. Des personnes extérieures peuvent également être conviées pour délivrer une information spécifique. Elles n'assistent pas à l'ensemble de la réunion.
Les discussions ont un caractère secret, ainsi que les documents présentés ainsi qualifiés par le conseil de gouvernement. Cette obligation vaut également pour les hauts responsables de l'administration. Elle continue de s'appliquer quand les conseillers ou hauts responsables ont quitté leurs fonctions.
Les décisions du conseil de gouvernement lient l'ensemble de ses membres, même sans vote formel. Elles revêtent la forme d'un décret ou d'une décision, selon leur contenu et le droit en vigueur. À l'issue des réunions, le secrétaire du gouvernement signe un compte-rendu synthétique, qui ne rend pas compte du contenu des échanges.
Les commissions déléguées sont créées par décret. Celui-ci précise les fonctions et compétences de la commission, sa composition et définit si la présidence revient au président ou au vice-président de la communauté autonome.